# Otar Mamageishvili
Otar Mamageishvili (in georgiano ოთარ მამაგეიშვილი?; Tbilisi, 15 gennaio 2003) è un calciatore georgiano, centrocampista del Famalicão.

## Biografia
Ha un fratello gemello, Gizo, a sua volta calciatore professionista.

## Carriera

### Club
È cresciuto nel settore giovanile del Saburtalo Tbilisi dove ha debuttato il 28 ottobre 2022 nell'incontro di Sakartvelos tasi vinto 2-1 contro il Gareji Sagarejo. Ha segnato il suo primo gol il 29 novembre seguente in Erovnuli Liga contro lo Shukura Kobuleti.
Il 30 gennaio 2025 è stato acquistato a titolo definitivo dal Famalicão, club della prima divisione portoghese.

### Nazionale
Ha giocato nelle nazionali giovanili georgiane Under-17 ed Under-19.
Il 15 giugno 2023 è stato convocato dalla nazionale Under-21 georgiana per disputare il campionato europeo di categoria.

## Statistiche

### Presenze e reti nei club
Statistiche aggiornate al 25 aprile 2025.
| Stagione                 | Squadra                  | Campionato               | Campionato | Campionato | Coppe nazionali | Coppe nazionali | Coppe nazionali | Coppe continentali | Coppe continentali | Coppe continentali | Altre coppe | Altre coppe | Altre coppe | Totale | Totale |
| Stagione                 | Squadra                  | Comp                     | Pres       | Reti       | Comp            | Pres            | Reti            | Comp               | Pres               | Reti               | Comp        | Pres        | Reti        | Pres   | Reti   |
| ------------------------ | ------------------------ | ------------------------ | ---------- | ---------- | --------------- | --------------- | --------------- | ------------------ | ------------------ | ------------------ | ----------- | ----------- | ----------- | ------ | ------ |
| 2021                     | Saburtalo Tbilisi        | EL                       | 4          | 2          | CG              | 2               | 0               |                    | -                  | -                  |             | -           | -           | 6      | 2      |
| 2022                     | Saburtalo Tbilisi        | EL                       | 26         | 2          | CG              | 3               | 0               | UECL               | 4                  | 0                  | SG          | 0           | 0           | 33     | 2      |
| 2023                     | Saburtalo Tbilisi        | EL                       | 31         | 5          | CG              | 5               | 0               | -                  | -                  | -                  | -           | -           | -           | 36     | 5      |
| 2024                     | Saburtalo Tbilisi        | EL                       | 29         | 6          | CG              | 0               | 0               | UECL               | 3                  | 0                  | SG          | 1           | 0           | 33     | 6      |
| Totale Saburtalo Tbilisi | Totale Saburtalo Tbilisi | Totale Saburtalo Tbilisi | 90         | 15         |                 | 10              | 0               |                    | 7                  | 0                  |             | 1           | 0           | 108    | 15     |
| gen.-giu. 2025           | Famalicão                | PL                       | 4          | 0          | CP+CdL          | -               | -               | -                  | -                  | -                  | -           | -           | -           | 4      | 0      |
| Totale carriera          | Totale carriera          | Totale carriera          | 94         | 15         |                 | 10              | 0               |                    | 7                  | 0                  |             | 1           | 0           | 112    | 15     |

## Palmarès

### Club

#### Competizioni nazionali
- Coppa di Georgia: 2

Saburtalo Tbilisi: 2021, 2023
- Campionato georgiano: 1

Saburtalo Tbilisi: 2024